# Stöcken (Lichtenfels)
Stöcken ist ein Stadtteil der oberfränkischen Stadt Lichtenfels im Landkreis Lichtenfels.

## Geografie
Der Weiler besteht im Kern aus fünf Gehöften. Er liegt an einem Hang etwa vier Kilometer nordöstlich von Lichtenfels am östlichen Rand des Lichtenfelser Forsts. Am Ortsrand fließt der Schneybach, ein rechter Zufluss des Mains. Zwei Gemeindeverbindungsstraßen führen nach Schney.

## Geschichte
Im Jahr 1543 bekamen Hintersassen des Wilhelm von Schaumberg Rodeland nördlich von Schney. 1804 gab es einen Karteneintrag der „Stoekenhoefe“ und 1813 wurde von vier Anwesen berichtet. Der Ortsnamen geht auf eine Ableitung des Wortes Baumstumpf zurück. 1820 gehörte Stöken zum Patrimonialgericht Schney-Unterleiterbach des Grafen von Brockdorff.
Nach dem Gemeindeedikt von 1818 wurde der Weiler zusammen mit Schney zu einer Gemeinde zusammengefügt. 1862 folgte die Eingliederung des Weilers in das neu geschaffene bayerische Bezirksamt Lichtenfels.
1871 zählte Stöcken 24 Einwohner und 14 Gebäude. Die evangelische Pfarrei und Schule befanden sich im 1,5 Kilometer entfernten Schney. 1900 umfasste die Landgemeinde Schney mit ihren zwei Orten eine Fläche von 604 Hektar, 1730 Einwohner, von denen 1580 evangelisch waren, und 200 Wohngebäude. In Stöcken lebten 22 Personen in 5 Wohngebäuden. 1925 hatte der Weiler 23 Einwohner und 4 Wohngebäude. Die katholische Pfarrei und Schule waren im 3,0 Kilometer entfernten Lichtenfels. 1950 hatte Stöcken 26 Einwohner und 5 Wohngebäude. 1970 zählte der Ort 31 Einwohner und 1987 30 Einwohner sowie 6 Wohngebäude mit 9 Wohnungen.
Am 1. Mai 1978 wurde Schney mit dem Gemeindeteil Stöcken in die Stadt Lichtenfels eingemeindet.